# Campeonato Paulista Série A4
Il Campeonato Paulista Série A4 è la quarta divisione del calcio nello stato di San Paolo.
Vi partecipano 16 squadre. Le prime otto classificate disputano i play-off per la promozione e le due finaliste sono promosse in Série A3, mentre le ultime due retrocedono direttamente in Segunda Divisão.
È meglio conosciuta popolarmente come "Quarta Divisão", proprio perché rappresenta la quarta divisione. La competizione ha ricevuto la designazione di "B" (Segunda Divisão) nel 1994. Prima di ciò, era suddivisa in B1, B2 e B3. Tutte quelle divisioni sono state unite nel 2005. La Série B1 poi è stata ripristinata nel 2024 con il nome di Segunda Divisão, che in precedenza era la denominazione della quarta e ultima divisione del campionato statale di San Paolo.

## Stagione 2025
- Araçatuba (Araçatuba)
- Audax (Osasco)
- Barretos (Barretos)
- Colorado Caieiras (Caieiras)
- Inter de Bebedouro (Bebedouro)
- Jabaquara (Santos)
- Joseense (São José dos Campos)
- Matonense (Matão)
- Nacional-SP (San Paolo)
- Paulista (Jundiaí)
- Penapolense (Penápolis)
- São Caetano (São Caetano do Sul)
- São-Carlense (São Carlos)
- Taquaritinga (Taquaritinga)
- União Barbarense (Santa Bárbara d'Oeste)
- VOCEM (Assis)

## Albo d'oro

### Era amatoriale
| Anno | Campione (città)                |
| ---- | ------------------------------- |
| 1928 | Ordem e Progresso (San Paolo)   |
| 1929 | Luzitano (San Paolo)            |
| 1930 | Estrela de Ouro (San Paolo)     |
| 1932 | União Vasco da Gama (San Paolo) |

### Era professionistica
| Anno         | Campione (città)                            |
| ------------ | ------------------------------------------- |
| 1960         | AA Votuporanguense (Votuporanga)            |
| 1961         | GREC (Mirassol)                             |
| 1962         | Usina Santa Bárbara (Santa Bárbara d'Oeste) |
| 1963         | Bandeirante (Birigui)                       |
| 1964         | São José (São José dos Campos)              |
| 1965         | Andradina (Andradina)                       |
| 1966         | Ferroviário (Araçatuba)                     |
| 1967         | Minister (San Paolo)                        |
| 1968         | Sãomanoelense (São Manuel)                  |
| 1969         | Itapirense (Itapira)                        |
| 1970 al 1976 | non disputato                               |
| 1977         | Primavera (Indaiatuba)                      |
| 1978         | EC Lemense (Leme)                           |
| 1979         | Fernandópolis (Fernandópolis)               |
| 1980 al 1987 | non disputato                               |
| 1988         | Central Brasileira (Cotia)                  |
| 1989         | Jaboticabal (Jaboticabal)                   |
| 1990         | Corintians (Presidente Venceslau)           |
| 1991 al 1993 | non disputato                               |
| 1994         | Fernandópolis (Fernandópolis)               |
| 1995         | Matonense (Matão)                           |
| 1996         | Jaboticabal (Jaboticabal)                   |
| 1997         | Taquaritinga (Taquaritinga)                 |
| 1998         | Oeste (Itápolis)                            |
| 1999         | Independente (Limeira)                      |
| 2000         | Flamengo (Guarulhos)                        |
| 2001         | ECO (Osasco)                                |
| 2002         | Rio Claro (Rio Claro)                       |
| 2003         | Mauaense (Mauá)                             |
| 2004         | Monte Azul (Monte Azul Paulista)            |
| 2005         | São Carlos (São Carlos)                     |
| 2006         | União Mogi (Mogi das Cruzes)                |
| 2007         | Oeste Paulista (Presidente Prudente)        |
| 2008         | Pão de Açúcar (San Paolo)                   |
| 2009         | Red Bull Brasil (Campinas)                  |
| 2010         | Taboão da Serra (Taboão da Serra)           |
| 2011         | Independente (Limeira)                      |
| 2012         | CA Votuporanguense (Votuporanga)            |
| 2013         | Matonense (Matão)                           |
| 2014         | Nacional (San Paolo)                        |
| 2015         | São Carlos (São Carlos)                     |
| 2016         | Portuguesa Santista (Santos)                |
| 2017         | Manthiqueira (Guaratinguetá)                |
| 2018         | Primavera (Indaiatuba)                      |
| 2019         | Paulista (Jundiaí)                          |
| 2020         | São José (São José dos Campos)              |
| 2021         | União Suzano (Suzano)                       |
| 2022         | Grêmio Prudente (Presidente Prudente)       |
| 2023         | União São João (Araras)                     |
| 2024         | Rio Branco (Americana)                      |